# Colli di Rimini Rebola passito
Il Colli di Rimini Rebola passito è un vino DOC la cui produzione è consentita nella provincia di Rimini.

## Caratteristiche organolettiche
- colore: dal giallo dorato all'ambrato
- odore: caratteristico, intenso
- sapore: dolce, vellutato

## Produzione
Provincia, stagione, volume in ettolitri
- nessun dato disponibile